# Parastremma
Genre
Parastremma est un genre de poissons téléostéens de la famille des Characidae et de l'ordre des Characiformes.

## Liste d'espèces
Selon FishBase (12 juin 2015):
- Parastremma album Dahl, 1960
- Parastremma pulchrum Dahl, 1960
- Parastremma sadina Eigenmann, 1912